# Gilles Müller
Gilles Müller (Luxembourg, Luksemburg, 9. svibnja 1983.) je luksemburški tenisač.

## Karijera
Prije nego što je 2001. godine postao profesionalac, Müller je igrao juniorsko finale Wimbledona u kojem ga je pobijedio Roman Valent ali je zato osvojio juniorski US Open. To mu je omogućilo da postane najbolji junior svijeta za 2001. s omjerom pobjeda i poraza od 72:26.
Teniski napredak na profesionalnoj razini počeo se osjećati tek 2004. godine koju je započeo na 193. mjestu ATP ljestvice. Tada je ostvario pobjede nad protivnicima sa samoga vrha kao što su Nicolas Lapentti, Andre Agassi, Rafael Nadal i Andy Roddick. Također, 16. kolovoza stigao je do svojeg prvog finala i to na Washington Openu. Ondje ga je očekivano svladao Australac Lleyton Hewitt. Isto tako, Müller je na nacionalnoj razini predvodio Luksemburg do iznenađujuće pobjede protiv Finske u Davis Cupu. Luksemburžani su tada pobijedili s visokih 4:1 dok ih je u sljedećem kolu čekala Velika Britanija.
Krajem srpnja 2005. Gilles dolazi do svojeg drugog ATP finala i to na Los Angeles Openu protiv Agassija koji je u finalu nastupio s ozljedom ramena. Sam Agassi je često spašavao meč ali je u konačnici pobijedio 22-godišnjeg luksemburškog ljevaka sa 6-4, 7-5 u gotovo sat i pol igre. Također, Müller se pokazao odličnim na turniru jer je u prvom kolu spašavao četiri meč-pointa i dva u polufinalu dok je Agassi ovim trijumfom osvojio svoj jubilarni šezdeseti turnir.
Na US Openu igranom 2008. godine, Müller je stigao do četvrtfinala turnira što mu je najbolji uspjeh na tom Grand Slamu. Ondje je pobijedio Haasa i petog nositelja Davidenka dok ga je u četvrtfinalu pobijedio kasniji pobjednik Roger Federer.
Svoju jubilarnu stotu pobjedu u singlu, Gilles je ostvario na Atlanta Openu gdje je pobijedio australskog Hrvata Marinka Matoševića. Na istom turniru (poslije sedmogodišnjeg posta) stigao je do svojeg trećeg finala u kojem je slavio domaći predstavnik Andy Roddick. Müller je odlično započeo finale iskoristivši Roddickovu nesmotrenost na početnom udarcu te je poveo 4-1, međutim Andy je uspio preokrenuti meč u svoju korist i osvojiti 32. naslov.
Tijekom 2016. godine Luksemburžanin je nastupio u finalima Rosmalena i Newporta gdje su bolji bili Mahut i Karlović. Sam Mahut je osvojio svoj treći Rosmalen u karijeri s time da je do samog finala došao s divljom pozivnicom. S druge strane, Karlović je u trećem uzastopnom nastupu u finalu travnatog ATP turnira u Newportu napokon stigao do naslova nakon tri sata igre. Bio je to dvoboj 38. (Karlović) i 39. (Müller) tenisača na ATP ljestvici.
Nakon sedamnaest godina duge teniske karijere i pet finalnih poraza, Gilles Müller je sredinom siječnja 2017. u Sydneyju osvojio svoj prvi ATP turnir u dobi od 33 godine. Ljevoruki Luksemburžanin slavio je protiv Britanca Daniela Evansa sa 7-6, 6-2.
Tenisač je tijekom svibnja igrao finale Estorila u kojem je slavio Pablo Busta. Svoje drugo finale Rosmalena i drugi finalni susret protiv Ive Karlovića, Müller je imao sredinom lipnja iste godine. Također, ovaj duel veterana bilo je i najstarije ATP finale od 1977. godine. U dosta izjednačenom meču prevagnule su sitnice i Gilles je pobijedio sa 7-6, 7-6.

### Reprezentativna karijera
Müller za luksemburšku tenisku reprezentaciju nastupa od 2000. godine te je do sada najbolji nacionalni tenisač po broju nastupa i pobjeda u Davis Cupu. Također, boje reprezentacije je branio i na Olimpijadi u Londonu 2012. Ondje je pobijedio u prvom kolu Rumunja Adriana Ungura sa 6-3, 6-3 da bi u drugom kolu izgubio od uzbečkog predstavnika Denisa Istomina. Uspješniji je bio u Riju 2016. gdje je stigao do trećeg kola. Nakon pobjeda nad Poljakom Janowiczom i Francuzom Tsongom u trećem kolu boljim se pokazao Roberto Bautista Agut.

## ATP finala

### Pojedinačno (2:6)
| Ishod   | Datum              | Turnir                       | Podloga | Protivnik           | Rezultat                       |
| ------- | ------------------ | ---------------------------- | ------- | ------------------- | ------------------------------ |
| Poraz   | 22. kolovoza 2004. | Washington, SAD              | beton   | Lleyton Hewitt      | 3–6, 4–6                       |
| Poraz   | 25. srpnja 2005.   | Los Angeles, SAD             | beton   | Andre Agassi        | 4–6, 5–7                       |
| Poraz   | 22. srpnja 2012.   | Atlanta, SAD                 | beton   | Andy Roddick        | 6–1, 6–7(2-7), 2–6             |
| Poraz   | 12. lipnja 2016.   | 's-Hertogenbosch, Nizozemska | trava   | Nicolas Mahut       | 4–6, 4–6                       |
| Poraz   | 17. srpnja 2016.   | Newport, SAD                 | trava   | Ivo Karlović        | 7–6(7-2), 6–7(5-7), 6–7(12-14) |
| Pobjeda | 14. siječnja 2017. | Sydney, Australija           | beton   | Daniel Evans        | 7–6(7-5), 6–2                  |
| Poraz   | 7. svibnja 2017.   | Estoril, Portugal            | zemlja  | Pablo Carreño Busta | 2–6, 6–7(5-7)                  |
| Pobjeda | 18. lipnja 2017.   | 's-Hertogenbosch, Nizozemska | trava   | Ivo Karlović        | 7–6(7-5), 7–6(7-4)             |

### Parovi (0:2)
| Ishod | Datum             | Turnir               | Podloga | Partner       | Protivnici                         | Rezultat              |
| ----- | ----------------- | -------------------- | ------- | ------------- | ---------------------------------- | --------------------- |
| Poraz | 2. kolovoza 2015. | Atlanta, SAD         | beton   | Colin Fleming | Bob Bryan Mike Bryan               | 6–4, 6–7(2-7), [4-10] |
| Poraz | 8. siječnja 2017. | Brisbane, Australija | beton   | Sam Querrey   | Thanasi Kokkinakis Jordan Thompson | 6–7(7-9), 4–6         |

## Vanjske poveznice
- ATP World Tour.com - Gilles Müller